# Barycypraea
Barycypraea ist eine Gattung aus der Familie der Kaurischnecken (Cypraeidae) und wurde 1927 von Franz Alfred Schilder aufgestellt. Typusart ist die ausgestorbene Spezies Barycypraea caputviperae. Barycypraea umfasst lediglich zwei rezente Arten: zum einen Barycypraea fultoni und zum anderen Barycypraea teulerei.

## Merkmale
Auffällig ist die Kallosität, die Verdickung des Gehäuses. Die Arten sind dadurch sehr schwer. Die typischen Gehäusegrößen bei Barycypraea fultoni liegen zwischen 54 und 80 mm, die größte gefundene Schale ist 85 mm groß. Barycypraea teulerei ist kleiner und wird selten größer als 52 mm, hier liegt der Rekordwert bei 67 mm.
Eine Unterscheidung innerhalb der Art Barycypraea fultoni kann über einen Vergleich der Gehäuseunterseiten erfolgen. Barycypraea f. fultoni ist zwischen den Zähnen braun gezeichnet, Barycypraea f. massieri hat diese Zeichnung nicht, manchmal sind aber wenige Punkte an den Rändern zu sehen. Barycypraea f. amorimi ist ähnlich gezeichnet hat aber sehr viel mehr Punkte. Zudem ist Barycypraea f. amorimi breiter als beide zuvor genannten Schnecken. Auf dem Rücken aller Vertreter dieser Art befindet sich ein unregelmäßiges Muster aus geschwungenen Linien. Barycypraea teulerei hat an der gleichen Stelle auch ein Muster in der gleichen Farbe, nur ist dieses Muster sehr wohl zu den restlichen weiß/braun/grau gezeichneten Bereichen des Schneckengehäuses abgegrenzt. Dafür hat diese Art eine andere Besonderheit: Sie hat an der Öffnung keine Zähne. Das ist eine Seltenheit bei den Kaurischnecken und kommt sonst noch u. a. bei einigen Arten der Gattung Cypraeovula vor.

## Lebensraum und Verbreitung

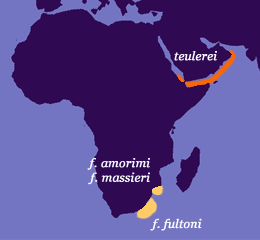
Verbreitung der Barycypraea

Die Verbreitungsgebiete der beiden rezenten Arten dieser Gattung befinden sich im westlichen Indischen Ozean. Vor den östlich gelegenen Küsten Südafrikas kommt die Nominatform Barycypraea fultoni fultoni der Art Barycypraea fultoni, vor den Küsten Mosambiks die beiden anderen Unterarten f. massieri und f. anorimi endemisch vor. Die Tiefe des Lebensraumes beginnt bei 60 m und reicht vermutlich bis 250 m (f. amorimi) hinab. Bis vor wenigen Jahren wurden Zeugnisse über die Existenz dieser Arten lediglich in den Bäuchen von gefangenen Fischen gefunden. 1970 galt Barycypraea fultoni als extrem selten, es waren lediglich 25 Exemplare bekannt. Obwohl seit dem sehr viel mehr Gehäuse gefunden wurden, gilt sie immer noch als sehr selten. Beschreibungen zum Lebensraum sind kaum gesichert und beruhen auf wenigen Beobachtungen. Danach, wie bei den meisten Kaurischnecken üblich, leben auch diese Vertreter auf Schwämmen und Korallen. Die Art Barycypraea teulerei hat keine Unterarten und kommt in den Nebenmeeren des Indischen Ozeans vor, rund um Oman (Arabisches Meer, Golf von Aden und Golf von Oman) häufiger und im Roten Meer seltener. Obwohl diese Art bei weitem nicht so selten ist wie Barycypraea fultoni, fehlen auch hier gesicherte Angaben sowohl zum Lebensraum als auch zur Beschaffenheit des lebenden Tieres.
| Auf allen Bildern: links die Art Barycypraea teulerei, rechts Barycypraea fultoni |                                                               |                                                               |                                                               |
| Barycypraea teulerei (links) und Barycypraea fultoni (rechts)                     | Barycypraea teulerei (links) und Barycypraea fultoni (rechts) | Barycypraea teulerei (links) und Barycypraea fultoni (rechts) | Barycypraea teulerei (links) und Barycypraea fultoni (rechts) |

## Systematik und Arten
Einigkeit unter den Taxonomen herrscht bei Barycypraea fultoni, diese wird immer als Art der Gattung Barycypraea angesehen. Uneins ist man sich hingegen bei Barycypraea teulerei. In einigen Betrachtungen wird diese der 1884 von Félix Pierre Jousseaume aufgestellten Gattung Bernaya zugeordnet. Die Mehrzahl der taxonomischen Systeme führt diese Art jedoch unter der Gattung Barycypraea. In seinem Buch über die Kaurischnecken A Guide To Worldwide Cowries aus dem Jahr 2000 wird teulerei von Felix Lorenz noch unter der Gattung Bernaya geführt, mittlerweile gehört diese für ihn zu Barycypraea.
Rezente Arten
- Barycypraea fultoni George Brettingham Sowerby III, 1903
- Barycypraea teulerei Cazenavette, 1846

Ausgestorbene Arten (unvollständig)
- † Barycypraea beberkiriana Martin, 1899
- † Barycypraea caputviperae Martin, 1899
- † Barycypraea humerosa Sow, 1840
- † Barycypraea luxoriosa Schilder, 1939
- † Barycypraea murisimilis Martin, 1879
- † Barycypraea singuensis Vredenburg, 1920
- † Barycypraea zietsmani Liltved & Le Roux, 1988